# Upper Capitol
Upper Capitol ist eine Siedlung im Parish Saint Andrew im Zentrum von Grenada.

## Geographie
Die Siedlung liegt im Hinterland an einer der größeren Verbindungsstraßen von Grenville nach St. George’s im Südwesten am Pass oberhalb von Saint James. Auf der Rückseite des Berges (im Westen) liegen die Orte Birch Grove, Morne Longue, Adelphi, Beauregard und Lower Capitol an den Hängen und Ausläufern des South East Mountain.